# 스칸센
스칸센(스웨덴어: Skansen)은 스웨덴 스톡홀름주 유르고르덴에 위치한 야외 박물관, 동물원이다.
이 박물관은 1891년 10월 11일에 아르투르 하젤리우스(Artur Hazelius, 1833년 ~ 1901년)에 의해 개관되었으며 스웨덴의 지역별, 시대별 민속 문화를 담아낸 건축물, 생활 양식 등을 볼 수 있다. 매년 130만명 이상의 관광객이 스칸센을 찾고 있으며 북유럽을 대표하는 동물들(유럽들소 큰곰, 무스, 회색물범, 스라소니 수달, 붉은여우, 순록, 늑대, 울버린 등)을 볼 수 있는 동물원이기도 하다.

## 같이 보기
- 그뢰나 룬드